# Szászvár
Szászvár es un pueblo ubicado en el distrito de Komló, en el condado de Baranya, Hungría.

## Superficie
Posee una superficie de 21,17 kilómetros cuadrados.

## Demografía
Hasta 2019 la población era de 2225 habitantes, con una densidad de población de 105,1 habitantes por kilómetro cuadrado.